# Baltika

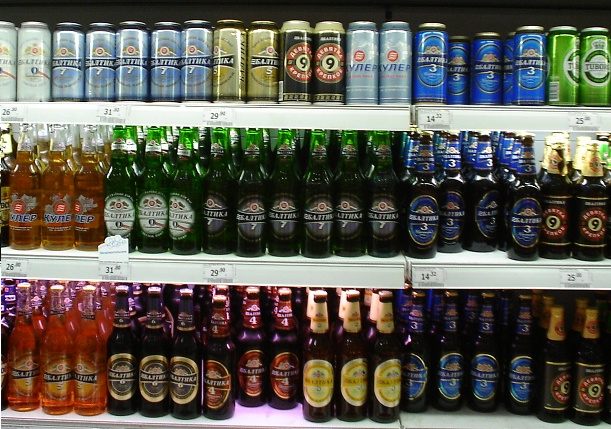
Diferents varietats de cervesa Baltika en un supermercat.

Baltika (en rus: Балтика) és una companyia cervesera amb seu a Sant Petersburg, Rússia. És la companyia cervesera més gran d'Europa de l'Est i la segona fabricant de tot Europa amb una producció de més de 40 milions de barrils, sent solament superada en aquell continent per Heineken.
La companyia va començar la seva producció en 1990, i va ser privatitzada en 1992. Després de consolidar-se al mercat rus a mitjan dècada de 1990, l'empresa va començar la seva expansió internacional. El 85% de les accions de l'empresa pertanyen a Baltic Beverages Holding, una subsidiària del Grup Carlsberg.
Baltika posseeix divuit fàbriques, de les quals onze estan en diferents punts de Rússia. A més, Baltika opera també unes altres tres marques menors (Arsenalnoe, Zhiguljovskoje i Leningradskoe). La marca compta amb una major presència de mercat a Rússia i els països de la Comunitat d'Estats Independents.

## Les cerveses Baltika
- Baltika nº0 «Sense alcohol» (0,5% d'alcohol en volum)
- Baltika nº2 «Svetloe» (4,7% d'alcohol en volum)
- Baltika nº3 «Clàssica» (4,8% d'alcohol en volum)
- Baltika nº4 «Originalnoe» (5,6% d'alcohol en volum)
- Baltika nº5 «Zolotoe» (5,3% d'alcohol en volum)
- Baltika nº6 «Porter» (7% d'alcohol en volum)
- Baltika nº7 «Eksportnoe» (5,4% d'alcohol en volum)
- Baltika nº8 «Pchenitchnoe» (5,0% d'alcohol en volum)
- Baltika nº9 «Krepkoe» (8,0% d'alcohol en volum)
- Baltika Kuler (4,7% d'alcohol en volum)
- Baltika Lite (4% d'alcohol en volum)